# Quadryops
Quadryops é um género de escaravelho aquático da família Dryopidae, descrito por Philip D. Perkins e Paul J. Spangler em 1985. Distingue-se dos outros géneros desta família por terem o tarso segmentado em quatro artículos, caraterística esta que é aludida no nome científico "Quadryops".

## Espécies
- Quadryops chrysosetosus, Perkins & Spangler, 1985
- Quadryops quasimodoi, Perkins & Spangler, 1985
- Quadryops obtusetosus, Perkins & Spangler, 1985